# Tecmo Super Bowl
Tecmo Super Bowl ist ein 1991 erschienenes Football-Computerspiel für das Nintendo Entertainment System (NES), das von der japanischen Firma Tecmo veröffentlicht wurde. Es war für Fans der National Football League (NFL) besonders attraktiv, da es eines der ersten Footballspiele war, das sowohl die Lizenzen für die Benutzung aller NFL-Teams als auch für die Benutzung aller jeweiligen NFL-Spieler besaß.

## Spielprinzip
In Tecmo Super Bowl übernimmt der Spieler die Kontrolle über ein NFL-Team und kann entweder gegen den Computer oder einen zweiten Spieler Footballspiele bestreiten. Hierbei übernimmt man je nach Ballbesitz entweder einen Spieler seiner Offense bzw. einen Spieler seiner Defense. In der Offense kann man jeweils 4 Lauf- bzw. 4 Passspielzüge auswählen und sie entsprechend nach dem Snap durchführen. Der Spieler hat die Option, 1) sowohl alle Spielzüge anzusagen als auch durchzuführen, 2) die Spielzüge anzusagen, aber dem Computer die Durchführung zu überlassen, oder 3) alles dem Computer zu überlassen, was einem Zuschauen gleichkommt. Im Gegensatz zu einem echten NFL-Spiel enthält der Kader nur 30 anstatt vom 53 Spielern. Hierbei handelt es sich um 11 Angreifer, die während des Spiels ermüden bzw. sich verletzen können, so dass 6 Ersatzangreifer eingewechselt werden können, 11 Verteidiger (die weder ermüden noch sich jemals verletzen), sowie ein Kicker und ein Punter. Je frischer die Angreifer sind, umso wahrscheinlicher ist es, dass sie Tackles abwehren können.
Bei jedem Touchdown, Field Goal, Interception oder Verletzung blendet Tecmo Super Bowl Cutscenes ein.

## Spielmodi
- Season: die gesamte Saison 1991 wird durchgespielt.
- Preseason: die Preseason zur Saison 1991 wird durchgespielt.
- Pro Bowl: das Pro-Bowl-Spiel des Jahres 1991 wird gespielt, die Spieler können aber editiert werden.

## Rezeption
Tecmo Super Bowl gilt als eines der populärsten Footballspiele. Der Sportsender ESPN wählte es 2013 zum größten Sportvideospiel, bei einer Wahl von PC Magazine wurde es zum zehntwichtigsten Computerspiel ernannt. Unter NFL-Spielern wurde Tecmo Super Bowl rege gespielt. Emmitt Smith, Hines Ward, Tony Gonzalez, Philip Rivers und viele andere Spieler bekannten, große Fans von Tecmo Super Bowl zu sein. Eine Eigenart des Spiels ist es, dass die Runningbacks Bo Jackson und Christian Okoye bei niedriger Erschöpfung kaum zu tackeln sind, was Okoye sichtlich amüsierte.

## Geschichte von Tecmo Super Bowl
Tecmo Super Bowl ist ein klassisches Videospiel im Sportgenre, entwickelt von der japanischen Firma Tecmo. Veröffentlicht im Jahr 1991 für das Nintendo Entertainment System (NES), wurde Tecmo Super Bowl schnell zu einem wegweisenden Titel, der einen bleibenden Einfluss auf die Gaming-Community hinterließ.

### Veröffentlichung und Erste Auswirkungen 1991
Tecmo Super Bowl war die Fortsetzung des Originals Tecmo Bowl und führte bahnbrechende Funktionen ein, darunter insbesondere der Erwerb einer vollständigen NFL-Lizenz. Diese Lizenz ermöglichte die Einbeziehung echter NFL-Teams und -Spieler und unterschied das Spiel von seinem Vorgänger. Mit begeistertem Beifall wurde das Spiel veröffentlicht und zeichnete sich durch realistisches Gameplay, ansprechende Mechaniken und eine einzigartige batteriegestützte Speicherfunktion aus, die es Spielern ermöglichte, den Fortschritt und die Statistiken der Saison zu verfolgen.
Jährlich findet ein Tecmo Super Bowl-Turnier in Madison statt. Dieses Turnier wurde in einer Folge von NFL Films dokumentiert.